# Tamarón
Tamarón ist ein Ort und eine Gemeinde (municipio) mit 55 Einwohnern (Stand: 2024) in der Provinz Burgos in der nordspanischen Autonomen Region Kastilien-León. Die Gemeinde gehört zur Comarca Odra-Pisuerga.

## Lage
Tamarón liegt in der kastilischen Hochebene (meseta) in einer Höhe von etwa 947 Metern ü. d. M. und etwa 21 Kilometer in westsüdwestlicher Entfernung von der Stadt Burgos. 

## Bevölkerungsentwicklung
| Jahr      | 1910 | 1930 | 1950 | 1970 | 1991 | 2011 | 2021 |
| Einwohner | 246  | 189  | 165  | 85   | 51   | 44   | 41   |

## Sehenswürdigkeiten
- Kirche Mariä Himmelfahrt (Iglesia de la Asunción de Nuestra Señora)

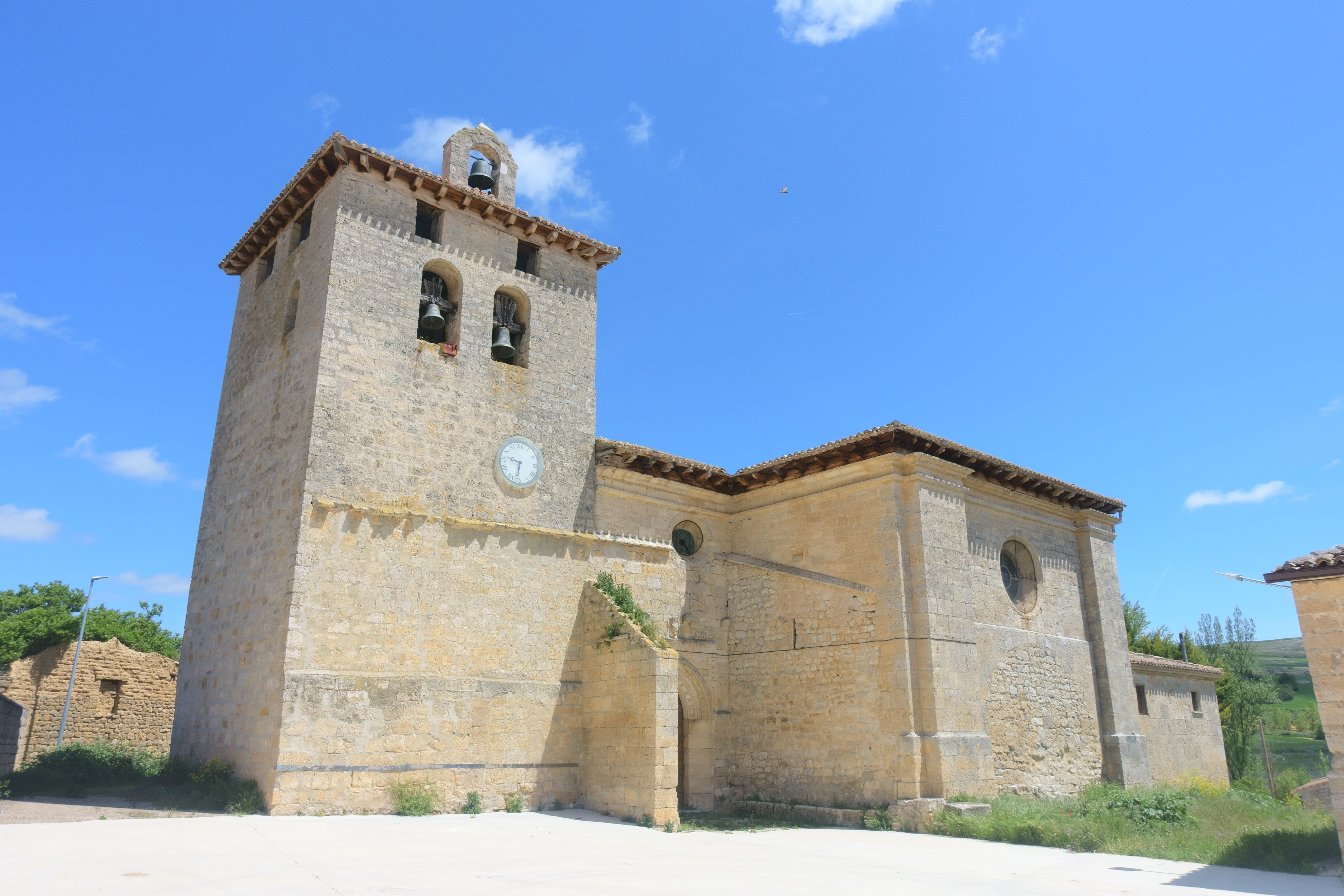
Kirche Mariä Himmelfahrt